# III Korpus Kawalerii (Cesarstwo Niemieckie)
III Korpus Kawalerii  (niem. Höheres Kavallerie-Kommando Nr. 3)  – wyższy związek taktyczny Armii Cesarstwa Niemieckiego. 
W sierpniu 1914 rozwinięto w Niemczech do etatów wojennych związki operacyjne (armie). W skład 6 Armii wszedł między innymi III Korpus Kawalerii. W I wojnie światowej korpus walczył na froncie zachodnim.

## Struktura organizacyjna
Skład od 2 VIII 1914 do 20 IX 1915:
- dowództwo korpusu[b]
- 7 Dywizja Kawalerii
- 8 Dywizja Kawalerii
- Bawarska Dywizja Kawalerii
- 1 Bawarski batalion strzelców
- 2 Bawarski batalion strzelców